# Toxorhina (Toxorhina) basalis
Toxorhina (Toxorhina) basalis is een tweevleugelige uit de familie steltmuggen (Limoniidae). De soort komt voor in het Australaziatisch gebied.